# Prosopocoilus serricornis congoanus
Prosopocoilus serricornis congoanus es una subespecie de coleóptero de la familia Lucanidae.

## Distribución geográfica
Habita en Etiopía.